# IZombie (3.ª temporada)
A terceira temporada de iZombie foi anunciada pela The CW em 11 de março de 2016. Rob Thomas continua como showrunner e produtor executivo. A terceira temporada estreou em 4 de abril de 2017.

## Elenco e personagens

### Principal
- Rose McIver como Olivia "Liv" Moore
- Malcolm Goodwin como Clive Babineaux
- Rahul Kohli como Ravi Chakrabarti
- Robert Buckley como Major Lilywhite
- David Anders como Blaine "DeBeers" McDonough
- Aly Michalka como Peyton Charles

### Recorrente
- Daran Norris como Johnny Frost
- Ryan Biel como Jimmy Hahn
- Carrie Anne Fleming como Candy Baker
- Marci T. House como Lieutenant Devore
- Eddie Jemison como Stacey Boss
- Bryce Hodgson como Donald "Don E." Eberhard
- Robert Knepper como Angus McDonough
- Robert Salvador como Detetive Cavanaugh
- Kurt Evans como Floyd Baracus
- Andrea Savage como Vivian Stoll
- Jessica Harmon como Dallas Anne "Dale" Bozzio
- Brooke Lyons como Natalie
- Keith Dallas como Billy Cook
- Nathan Barrett como Tanner
- Tongayi Chirisa como Justin Bell
- Andrew Caldwell como Harley Johns
- Jason Dohring como Chase Graves
- Anjali Jay como Carey Gold
- Ava Frye como Tatum Weckler
- Anisha Cheema como Patrice Gold
- Ella Cannon como Rachel Greenblatt
- Christina Cox como Katty Kupps
- Aidan Kahn como Zach Stoll
- Sarah Jurgens como Shawna
- Ryan Jefferson Booth como Dino

## Produção
A emissora The CW confirmou a terceira temporada de iZombie em 11 de março de 2016. Rob Thomas continua como showrunner e produtor executivo, e já temos alguns atores confirmados para o elenco. Dentre eles, está a atriz Andrea Savage, que interpretará Vivian Stoll.
Aly Michalka, que interpretou Peyton Charles como uma personagem recorrente nas duas primeiras temporadas, foi promovida para o elenco principal na terceira temporada.
A terceira temporada estreou em 4 de abril de 2017.

## Episódios
| N.º na série | N.º na temp. | Título                                                                           | Dirigido por     | Escrito por                        | Exibição original   | Audiência (milhões) |
| --- | ------------ | -------------------------------------------------------------------------------- | ---------------- | ---------------------------------- | ------------------- | ------------------- |
| 33 | 1            | "Heaven Just Got a Little Bit Smoother" "(O Céu Ficou um Pouco Mais Suave)" (BR) | Dan Etheridge    | Rob Thomas                         | 4 de abril de 2017  | 0.95                |
| Vivian Stoll é a nova proprietária da empresa Fillmore-Graves. Sua equipe militar coloca uma bomba no local para destruir as evidências do surto de zumbis. Frustrado com a amnésia de Blaine, Don E. se alia a Angus, o pai de Blaine, para criar uma empresa rival da empresa de Blaine. Liv, Major e Clive visitam Vivian no escritório dela, onde ela diz que a maioria dos funcionários de sua empresa são zumbis que estão passando por treinamento militar para se defenderem se caso os humanos os atacarem no "Dia D", ou "Dia da Descoberta", o dia em que os humanos descobrem que zumbis existem. Ravi mostra para Clive as experiências que ele feito para restaurar perda de memória, um efeito colateral da cura zumbi. Em um programa de rádio, Billy, um dos seguranças da Max Rager, que estava no local durante o surto, diz ao vivo que viu zumbis comendo pessoas. Quando não consegue arrumar um emprego, Major começa a trabalhar na Fillmore-Graves como mercenário. A Dra. Kupps, antiga chefe de Ravi, examina um corpo encontrado na Max Rager. Liv e Ravi vão até uma cena de assassinato, onde encontram Clive devastado, pois ele conhecia as vítimas do assassinato; eram zumbis. Liv e Clive percebem que alguns humanos sabem da existência de zumbis e estão os atacando. |              |                                                                                  |                  |                                    |                     |                     |
| 34 | 2            | "Zombie Knows Best" "(A Zumbi Conhece o Melhor)" (BR)                            | Jason Bloom      | Diane Ruggiero-Wright              | 11 de abril de 2017 | 0.87                |
| Liv e Major comem o cérebro de um homem chamado Stan, e de sua filha, Cindy, respectivamente. Liv, agindo como uma pessoa de 40 anos, tenta se relacionar com Major, que está agindo como uma pessoa de 15 anos. Major tem uma visão de Cindy mostrando algo de uma menina chamada Winslow Sutcliffe em seu celular para seu pai, fazendo-o dizer para ela mostrar para a polícia. Vivian anuncia que pretende fazer um zumbi chamado Baracus ser eleito como prefeito. Clive, Major e Liv investigam a mãe e o padrasto de Winslow. Liv tem uma visão do celular de Cindy, que mostra Winslow tendo relações ilegais com seu padrasto. Um aplicativo projetado para que pais acompanhem as ligações e mensagens de seus filhos é colocado no telefone de Winslow, o qual a assinante é a mãe de Winslow. Ela confessa o crime e é presa. O padrasto de Winslow é preso por estupro. Cavanaugh entrevista Clive sobre o assassinato de Wally e sua família. É revelado que Clive foi vizinho da família de Wally no passado. Clive prendeu o pai abusivo de Wally e o levou para a prisão. A mãe de Wally, Anna, lhe agradeceu e, alguns dias depois, pediu para ele cuidar de Wally por algumas horas. Quando o pai de Wally estava prestes a ser solto da prisão, Anna decidiu levar Wally para a casa de seu irmão para morar com ele, pois não se sentia mais segura. Ela foi embora enquanto Clive estava em um caso de duas semanas, o que o fez não conseguir dizer adeus.                                                                                   |              |                                                                                  |                  |                                    |                     |                     |
| 35 | 3            | "Eat, Pray, Liv" "(Coma, Reze, Liv)" (BR)                                        | Mairzee Almas    | Graham Norris                      | 18 de abril de 2017 | 0.75                |
| Major demora para se acostumar com o treino e os novos alimentos que são oferecidos. Depois de fracassar em vários exercícios, ele faz amizade com um homem que era DJ. Enquanto isso, Liv come o cérebro de um instrutor de yoga, adquirindo sua personalidade calma. Quando Clive e Liv investigam sua morte, Liv prova ser menos que útil por causa de sua falta de visões. Major convida seu novo amigo para jantar, mas tem um ataque de tosse. Blaine se estabelece em seu novo emprego como cantor, e passa um tempo com Peyton. Enquanto isso, o pai de Blaine e Don E. criam um novo negócio, o "Canto do Arranhão". Ravi tenta convencer Blaine a experimentar um soro de memória que ele criou. Blaine aceita tomar o soro para ajudar Major. Clive e Liv interrogam um velho amigo do instrutor de yoga, e o prendem por ser o assassino, graças às habilidades de detetive de Clive. Mais tarde, quando Peyton o confronta, Ravi finalmente admite seus sentimentos por ela, o que causa resultados catastróficos. |              |                                                                                  |                  |                                    |                     |                     |
| 36 | 4            | "Wag the Tongue Slowly" "(Sacuda a Língua Lentamente)" (BR)                      | Viet Nguyen      | Kit Boss                           | 25 de abril de 2017 | 0.97                |
| Liv come o cérebro de uma fofoqueira de um escritório depois dela ser envenenada com um iogurte. Investigando as fofocas em torno da empresa de vendas, Liv recebe várias reclamações sobre a vítima. Liv e Clive também analisam possíveis suspeitos do assassinato de Wally e sua família, examinando um fórum online Anti-Zumbi. Major tem outro ataque de tosse, mas consegue se salvar a tempo, usando um inalador especial. Ravi dá a cura para Major e diz para ele usá-la apenas em caso de emergência. Peyton cuida de Blaine enquanto espera o soro de Ravi fazer efeito, o que os faz se aproximarem cada vez mais. Clive e Liv localizam um homem cujo irmão foi morto no surto na Max Rager, mas não encontram nenhuma evidência sólida para o prender pelo assassinato de Wally. Enquanto isso, Major finalmente encontra Natalie e dá a cura de Ravi para ela. |              |                                                                                  |                  |                                    |                     |                     |
| 37 | 5            | "Spanking the Zombie" "(Espancando o Zumbi)" (BR)                                | Tessa Blake      | Sara Saedi                         | 2 de maio de 2017   | 0.93                |
| Major e o resto do exército da Fillmore-Graves tentam impedir uma situação de terrorista-refém, mas Major é esfaqueado no ato. Sua condição começa a piorar, pois seus ferimentos não estão curando corretamente. Enquanto isso, Liv come o cérebro de uma dominadora chamada Roxanne Greer, mais conhecida como "Lady Payne", que foi estrangulada em seu calabouço com seu próprio chicote. Embora seu corpo tenha sido cremado, Ravi guardou seu cérebro para testar sua cura de perda de memória nele. Depois de investigarem a cena do crime, Liv e Clive descobrem que Roxanne Greer gravou todas as suas sessões em segredo, mas não conseguem encontrar o cartão de memória. Eles começam suspeitar de que o assassino possa ser qualquer pessoa da lista de clientes da vítima, que incluem D.A. Baracus, Johnny Frost e Brandt Stone. Mais tarde, Liv e Clive descobrem que o assassino é o vizinho da vítima, que chantageou seus clientes para que não testemunhassem contra ele e, com isso, fizessem-o voltar para a cadeia. Don E. não consegue encontrar funcionários para o "Canto do Arranhão", e, mais tarde, se encontra com um antigo comprador de Lucky U de Blaine, e lhe oferece um emprego em troca de mais Lucky U. Mais tarde, Ravi se prepara para dar a cura para Major, mas Liv o impede, sabendo que Major morrerá de qualquer jeito quando voltar a ser humano devido aos seus ferimentos. Ela ganha um pouco mais de tempo, e, na manhã seguinte, Major toma a cura, sabendo que, como resultado, pode esquecer todos que conhece. |              |                                                                                  |                  |                                    |                     |                     |
| 38 | 6            | "Some Like It Hot Mess" "(Alguns Gostam Dessa Confusão)" (BR)                    | Enrico Colantoni | John Enbom                         | 9 de maio de 2017   | 0.97                |
| Major começa a recuperar sua humanidade depois de tomar a cura, mas Liv e Ravi temem o que acontecerá se ele perder suas memórias para sempre. Clive investiga o assassinato de uma DJ narcisista, e, quando Liv come seu cérebro, ela começa a agir e se comportar irresponsavelmente. Um dos clientes de Don E. lhe oferece 1 milhão de dólares para a cura de Ravi, mas Don E. se recusa a vendê-la. No entanto, o comentário de Don E. de que Blaine está fingindo sua perda de memória para iniciar um novo começo intriga Ravi, então, ele diz para Peyton. Mais tarde, Blaine admite que, quando perdeu a memória, a mesma voltou alguns dias depois, e que fingiu ainda estar sem memórias para tentar ganhar os afetos de Peyton. Major volta para sua família quando suas memórias desaparecem, mas elas logo voltam. Clive deduz que a colega de quarto da vítima é a assassina, mas se surpreende ao saber que Liv pretende tomar a cura e voltar a ser humana. No entanto, alguém rouba os suprimentos de Ravi do necrotério. Quando Major volta, ele revela que tinha uma última seringa que Ravi deu para ele, mas já a deu para Natalie. |              |                                                                                  |                  |                                    |                     |                     |
| 39 | 7            | "Dirt Nap Time" "(Hora do Cochilo)" (BR)                                         | Michael Fields   | Deirdre Mangan                     | 16 de maio de 2017  | 0.86                |
| Clive fica chocado ao descobrir que Liv ainda é uma zumbi; no entanto, ele pede para ela comer o cérebro de um professor de uma escola para crianças que foi assassinado e estava envolvido em vários casos amorosos com as mães de seus alunos. Enquanto isso, Peyton concorda em ajudar o defensor público que representa o suspeito do assassinato da dominadora a convencer seu cliente a aceitar um acordo de súplica. No entanto, um advogado rico o convence a rejeitar o acordo, e, mais tarde, ele comete suicídio em sua cela. Major revela para Justin, seu amigo íntimo da Fillmore-Graves, que voltou a ser humano. Clive e Liv conseguem localizar um investigador privado que foi contratado pelo marido de uma das parceiras da vítima, e descobrem que o marido é o verdadeiro assassino. Don E. diz para Blaine que comprará seu negócio com a ajuda de Candy, a assistente de Blaine; então, um de seus homens atira e fere Blaine gravemente, pelas ordens de seu pai. Major e Justin são enviados para parar dois militantes anti-zumbis que planejam matar o Promotor de Justiça, Baracus, mas, ao fazerem isso, Justin é atropelado e ataca os militantes, fornecendo-lhes, sem querer, evidências de que os zumbis são reais. |              |                                                                                  |                  |                                    |                     |                     |
| 40 | 8            | "Eat a Knievel" "(Coma um Knievel)" (BR)                                         | Michael Wale     | John Bellina                       | 23 de maio de 2017  | 0.98                |
| Vivian realiza uma reunião com Major, Liv e Clive para discutir as consequências após o lançamento do vídeo de zumbis; mais tarde, ela tira Major do serviço ativo ao descobrir que ele não é mais um zumbi, mas acaba morrendo em um acidente quando seu helicóptero explode. Um dublê da internet, Finn Vincible, é morto quando uma apresentação dá terrivelmente errado, então, Liv come seu cérebro e descobre que uma brincadeira que ele fez com seu amigo, Rudy, está ligada à sua morte. Blaine, que escapou por pouco da morte ao subornar seu assassino, revela sua sobrevivência para Don E., que informa seu pai. Clive e Liv investigam a casa de Rudy e descobrem que sua esposa teve um caso com Finn, o que irritou Rudy a ponto de que decidisse matá-lo. Blaine sequestra seu pai e o prende em um poço, assumindo seu negócio. O irmão de Vivian chega e assume o controle da Fillmore-Graves, declarando que seus soldados devem começar os preparativos do "Dia da Descoberta". Liv se disfarça de humana e tenta se infiltrar em uma reunião de anti-zumbis junto com Ravi, mas é obrigada a deixá-lo para trás quando quase é reconhecida. |              |                                                                                  |                  |                                    |                     |                     |
| 41 | 9            | "Twenty Sided, Die" "(Vinte Lados, Morra)" (BR)                                  | Jason Bloom      | Kit Boss                           | 30 de maio de 2017  | 0.92                |
| Na reunião, Harley Johns e os militantes revelam um plano de capturar um zumbi e deixá-lo com raiva. Em vez disso, Ravi sugere desenvolver uma vacina, e ele conhece uma caçadora entusiástica chamada Rachel. Enquanto isso, Blaine apresenta novos cérebros infundidos com o soro de Ravi como parte de uma experiência para determinar o quão eficaz os cérebros são. Depois que um gamemaster de um clube de Dungeons & Dragons é envenenado, Liv e Clive descobrem que ele era odiado por seus colegas jogadores por um desportivismo fraco. Major recebe uma carta de uma mulher chamada Shawna, que afirma ser simpatizante dele por ter sido acusado de cometer um crime. Peyton descobre mais detalhes sobre o prosseguimento do caso da Dominatrix. Com poucas ligações, Liv organiza seus amigos para jogar uma rodada, fazendo-a ter uma visão que revela que a vítima estava executando uma operação de hack russa. Clive descobre que sua ex-namorada, a agente Dale Bozzio, foi atribuída para assumir o caso. Don E. come uma grande parte de um dos cérebros infundidos de Blaine, e passa por um momento rigoroso na frente de seus clientes. Então, ele foge e é capturado por Harley Johns e os militantes. Em outros lugares, Baracus é baleado em um colecionador de fundos por um atirador militante desconhecido e quase perde o controle, mas Liv consegue acalmá-lo. Enquanto isso, Justin persegue o militante, mas ele foge. Mais tarde, o antigo rival de Blaine, Stacey Boss, volta para Seattle, querendo vingança.                  |              |                                                                                  |                  |                                    |                     |                     |
| 42 | 10           | "Return of the Dead Guy" "(O Retorno do Morto)" (BR)                             | Viet Nguyen      | Talia Gonzalez & Bisanne Masoud    | 6 de junho de 2017  | 0.71                |
| Stacey Boss rouba alguns diamantes de sua esposa, enquanto os militantes se preparam para torturar Don E. Peyton convence Liv a comer o cérebro de seu falecido cliente, mas, durante o tempo em que age como ele, ela experimenta um efeito colateral que lhe faz alucinar e ver o fantasma de Drake. Acidentalmente, Clive faz com que Liv tenha outra visão, que revela que um guarda da prisão matou a vítima; no entanto, eles não conseguem encontrar um suspeito. Stacey Boss arma uma armadilha para Blaine e o mata, mas é rapidamente dominado pela força superior de Blaine graças ao fato de que ele é novamente um zumbi. Liv fica incomodada com o novo relacionamento de Major com Shawna. Liv e Clive conseguem o nome do assassino, mas descobrem que ele morreu em um acidente, pouco depois de ter cometido o assassinato. Stacey Boss acorda em um caixão, e Blaine o convence a ser seu corretor internacional para conseguir cérebros. Clive localiza a filha do homem que foi morto, mas ela se recusa a falar; quando ele e Liv vão embora, é revelado que ela é uma zumbi. Liv finalmente encontra coragem para esquecer a memória de Drake. Então, ela e Blaine decidem ir salvar Ravi e Don E. |              |                                                                                  |                  |                                    |                     |                     |
| 43 | 11           | "Conspiracy Weary" "(Conspiração Cansada)" (BR)                                  | Mark Piznarski   | Bob Dearden                        | 13 de junho de 2017 | 0.78                |
| Liv e Blaine salvam Don E. e Ravi dos militantes anti-zumbis. Os soldados de Fillmore-Graves chegam para ajudar, matando dois dos militantes, e investigam mais profundamente os negócios do movimento anti-zumbi. Liv come o cérebro de Bo Johns, um dos militantes. Enquanto isso, Liv revela para Major que Shawna publicou coisas pessoais dele em seu blog. A investigação de Peyton em relação à morte de James Weckler fica mais obscura quando ela se encontra com a filha dele e descobre que ela também é uma zumbi ao testemunhar uma de suas visões. Floyd Baracus vence a eleição como prefeito, tornando-se o primeiro prefeito zumbi de Seattle. É revelado que Rachel, a caçadora que se interessou por Ravi, é, na verdade, uma jornalista que trabalha em segredo para descobrir a verdade sobre todo o fenômeno zumbi. Clive e Liv recebem uma informação sobre o paradeiro do irmão de Bo, Harley. Eles o rastreiam até uma cabana que tem um abrigo subterrâneo e secreto. Eles encontram Harley Johns, mas Liv tem uma visão que prova sua inocência em relação ao assassinato dos amigos de Clive. No entanto, Harley puxa uma arma e atira. Clive atira de volta e mata Harley, mas é tarde demais antes de Liv revelar que ele era inocente. Então, é revelado que Harley é um zumbi. Ravi descobre um artigo de jornal escrito por Rachel que expõe a existência de zumbis. |              |                                                                                  |                  |                                    |                     |                     |
| 44 | 12           | "Looking for Mr. Goodbrain, Part 1" "(À Procura do Sr. Goodbrain, Parte 1)" (BR) | Michael Fields   | Diane Ruggiero-Wright & John Enbom | 20 de junho de 2017 | 0.77                |
| Liv chama Major, que seda e congela Harley. Chase Graves percebe que Major é humano por causa das publicações de Shawna e o demite. Os companheiros de equipe de Major, inconscientes da cura de Ravi, admiram os riscos que ele tomou como humano e organizam uma festa de despedida para ele. Liv, que agora está disfarçada de humana, e Ravi recebem um novo caso—o assassinato da ex-chefe de Ravi, Katty Kupps. Uma colega revela que Katty Kupps estava investigando um surto de gripe e entrevistando testemunhas. Baracus oferece contratar Peyton como sua chefe de gabinete. Apesar de suas preocupações, Peyton aceita o emprego. Natalie retorna e conforta Major. Major aceita a proposta de Natalie de ir com ela para a Europa para fugir de sua notoriedade. Liv se encontra com uma possível testemunha em um hotel e quase transa com ele. Após um acontecimento semelhante no dia seguinte, ela percebe que Katty Kupps era viciada em sexo. Liv se sente cada vez mais impotente contra estes impulsos, o que a faz trair Justin com Chase. Mais tarde, Liv encontra uma pista que indica que Chase está ligado ao assassinato de Katty Kupps. Clive identifica a filha de uma executiva da Fillmore-Graves como a possível transmissora do vírus. Harley se infiltra na festa de Major e explode um colete de explosivos, aparentemente matando a maioria dos convidados. |              |                                                                                  |                  |                                    |                     |                     |
| 45 | 13           | "Looking for Mr. Goodbrain, Part 2" "(À Procura do Sr. Goodbrain, Parte 2)" (BR) | Dan Etheridge    | Rob Thomas                         | 27 de junho de 2017 | 0.86                |
| Voluntariamente, Major se torna um zumbi novamente para se juntar a Fillmore-Graves, enquanto Justin descobre sobre o caso de Liv com Chase e termina seu relacionamento com ela. Liv e Clive suspeitam que Chase matou Katty Kupps, mas descobrem que a executiva da Fillmore-Graves, Carey Gold, e sua filha são as verdadeiras assassinas. Ao descobrir que Carey também matou Wally Reid e Vivian, obrigou James Weckler a matar Roxanne Greer para ajudar a campanha de Baracus, e expôs pessoas a uma doença mortal, Chase a mata, mas o plano dela tem recebido grande apoio dos funcionários da Fillmore-Graves, o que faz com que Chase seja obrigado a prosseguir com ele, usando vacinas contra a doença para transformar humanos em zumbis, incluindo Dale Bozzio e Johnny Frost. Liv convence Johnny a revelar a existência de zumbis para o público; então, ele o faz, e a Fillmore-Graves ajuda a manter a ordem entre os humanos e os zumbis. Mais tarde, Ravi desenvolve uma possível vacina para o vírus zumbi e a injeta em si mesmo, convencendo Liv a arranhá-lo para testar sua eficácia. |              |                                                                                  |                  |                                    |                     |                     |